# Christian Estrosi

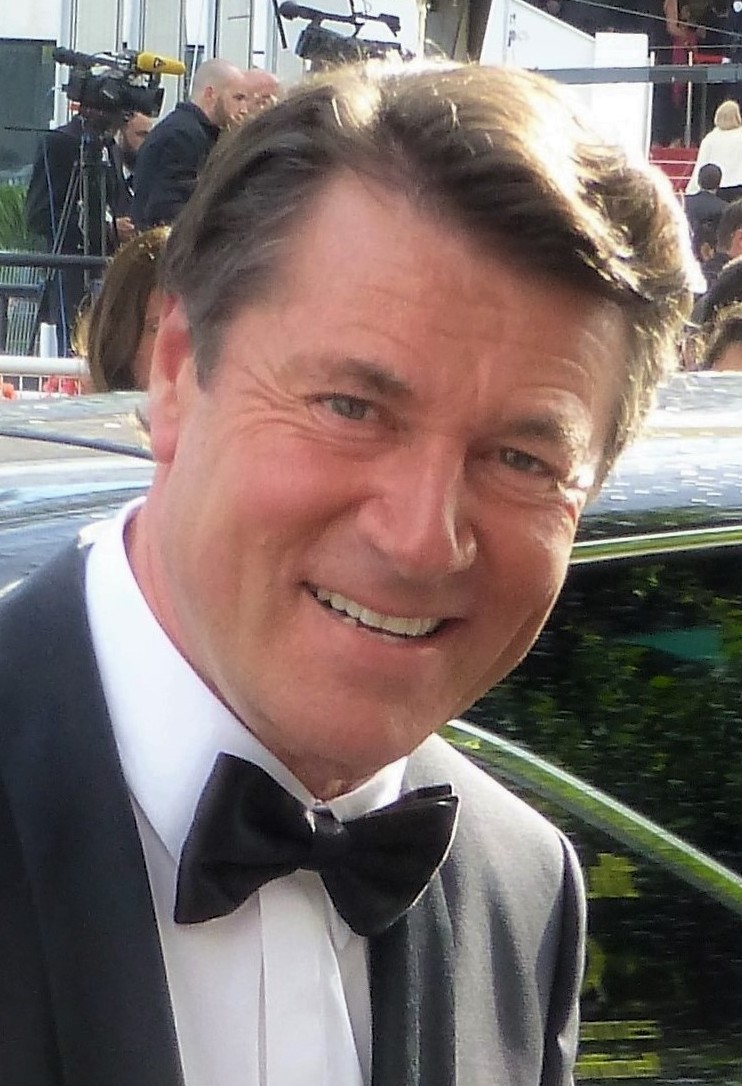
Christian Estrosi (2016)

Christian Estrosi (* 1. Juli 1955 in Nizza) ist ein französischer Politiker (RPR, UMP, Les Républicains, Horizons) und ehemaliger Motorradrennfahrer. Er war von 2008 bis 2016 und ist erneut seit 2017 Bürgermeister von Nizza, zudem ist er seit 2012 Vorsitzender des Gemeindeverbands Métropole Nice Côte d’Azur und seit 2017 erster Vizepräsident des Regionalrats von Provence-Alpes-Côte d’Azur (PACA). Zuvor war er zwischen 1988 und 2016 mehrmals Abgeordneter in der Nationalversammlung, Staatssekretär und beigeordneter Minister sowie von 2015 bis 2017 Präsident des Regionalrats von PACA.

## Sport

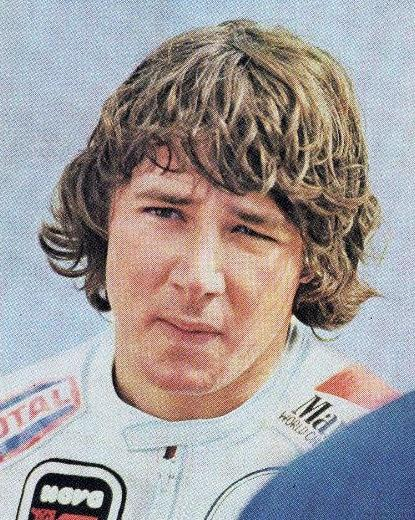
Rennfahrer Estrosi im Jahr 1978

Estrosi war als Motorradrennfahrer Ende der 1970er Jahre auf nationaler und internationaler Ebene aktiv. Zwischen 1975 und 1979 gewann er viermal bei der Tour de France moto, sowie zwischen 1976 und 1979 drei Titel in der Französischen Motorrad-Straßenmeisterschaft. Außerdem war er zwischen 1976 und 1983 in der Motorrad-Weltmeisterschaft unterwegs. 1977 gewann er außerdem zwei Läufe der Formel-750-Weltmeisterschaft auf dem Circuit de Dijon-Prenois.

## Politik
Als Mitglied des gaullistischen Rassemblement pour la République (RPR) und Unterstützer des damaligen Bürgermeisters Jacques Médecin war Estrosi von 1983 bis 1990 Mitglied des Gemeinderates von Nizza und trat dann zurück. Von 1985 bis 2009 war er Mitglied des Generalrats des Départements Alpes-Maritimes. Bei der Parlamentswahl 1988 wurde Estrosi als Abgeordneter eines Wahlkreises von Alpes-Maritimes in die Nationalversammlung gewählt, der er bis 1993 angehörte. Seit 1992 ist er Mitglied des Regionalrats von Provence-Alpes-Côte d’Azur, dessen erster Vizepräsident er von 1992 bis 1998 war (unter dem Präsidenten Jean-Claude Gaudin).
Von 1997 bis 2005 war er erneut Abgeordneter in der Nationalversammlung. Ab 2002 war er Mitglied der Mitte-rechts-Sammelpartei Union pour un mouvement populaire (UMP), die aus dem RPR hervorging. Im Kabinett de Villepin war Estrosi von Juni 2005 bis Mai 2007 beigeordneter Minister für Raumplanung (unter Innenminister Nicolas Sarkozy). Nach der Wahl Sarkozys zum Staatspräsidenten war Estrosi von Juni 2007 bis März 2008 Staatssekretär für Überseegebiete im Kabinett Fillon II (unter Innenministerin Michèle Alliot-Marie).
Bei der Kommunalwahl im März 2008 wurde Estrosi mit 41,3 % der Stimmen zum Bürgermeister seiner Heimatstadt Nizza gewählt. Das Amt des Stadtoberhaupts hatte er während der folgenden acht Jahre inne. Zusätzlich war er nach einem Jahr als Abgeordneter von Juni 2009 bis November 2010 abermals Regierungsmitglied, als beigeordneter Minister für Industrie (unter Wirtschaftsministerin Christine Lagarde). Ab dem 14. Dezember 2010 vertrat er erneut den fünften Wahlkreis von Alpes-Maritimes in der Nationalversammlung. Seit 2012 ist er zudem Präsident des Gemeindeverbands Métropole Nice Côte d’Azur, zu dem Nizza und 48 umliegende Gemeinden gehören. Bei der Bürgermeisterwahl 2014 wurde er mit 48,6 % im zweiten Wahlgang wiedergewählt.
Die UMP benannte sich 2015 in Les Républicains (LR) um. Bei der Regionalwahl in Provence-Alpes-Côte d’Azur (PACA) im Dezember 2015 war Estrosi Spitzenkandidat der Mitte-rechts-Parteien LR, UDI, MoDem und CPNT. Er gewann die Wahl mit 54,8 % im zweiten Wahlgang gegen Marion Maréchal vom rechtsextremen Front National. Die Mitte-links-Liste hatte sich zurückgezogen, um einen Sieg der Rechtsextremen zu verhindern. Folglich wurde Estrosi zum Präsidenten des Regionalrats gewählt, wofür er am 13. Juni 2016 sein Amt als Bürgermeister von Nizza niederlegte.
Nach der Niederlage des konservativen Kandidaten François Fillon im ersten Wahlgang der Präsidentschaftswahlen 2017 rief er anders als andere Politiker seiner Partei zur bedingungslosen Unterstützung von Emmanuel Macron gegen Marine Le Pen auf. Am 15. Mai 2017 trat er als Präsident des Regionalrats der Region PACA zurück, wo Renaud Muselier sein Nachfolger wurde, und wurde erneut zum Bürgermeister von Nizza gewählt. Sein zwischenzeitlicher Nachfolger Philippe Pradal ist nunmehr sein Stellvertreter. Daneben ist er nun stellvertretender Präsident von PACA mit Zuständigkeit für Großveranstaltungen, internationale Beziehungen und Frankophonie.
Am 16. März 2020 gab er bekannt, positiv auf das Coronavirus getestet worden zu sein. Bei der Kommunalwahl im Juni 2020 wurde er mit 59,3 % im zweiten Wahlgang als Bürgermeister von Nizza bestätigt.
Am 1. Dezember 2021 verkündete er, der Partei Horizons von Édouard Philippe beizutreten.
Estrosi machte am 10. Dezember 2023 im Fernsehsender France 3 während der Sendung Dimanche en Politique einige Aussagen mit Nähe zu antipalästinensischem Rassismus, als er behauptete Palästinenser in Gaza hätten in Folge der israelischen Luftangriffe auf den Gazastreifen im Zuge des Krieges in Israel und Gaza seit 2023 Fernsehaufnahmen und Videos von getöteten Kindern gefälscht. Trauernden Müttern unterstellte Estrosi, Plastikpuppen in den Armen gehalten zu haben. Er sagte weiter, Bewohner von Gaza würden zu Propagandazwecken ein von ihm so bezeichnetes „Pallywood“ betreiben (Pallywood ist demnach ein Kofferwort aus Palästina und Hollywood). Den Medien unterstellte er pauschal, solche seiner Meinung nach gefälschten Bilder zu verbreiten.

## Erfolge
- 1976 – Französischer Motorrad-Straßenmeister Klasse F1 auf Yamaha[2]
- 1977 – Französischer Motorrad-Straßenmeister Klasse F1 auf Yamaha[2]
- 1979 – Französischer Motorrad-Straßenmeister Klasse F2 auf Kawasaki[2]